# Aziatisch kampioenschap voetbal 2027 (kwalificatie)
Aan de kwalificatie voor het Aziatisch kampioenschap voetbal 2027 doen 46 landen mee. De landen maken allemaal deel uit van de Aziatische voetbalband (AFC). De eerste twee rondes vielen samen met de kwalificatie voor het wereldkampioenschap voetbal 2026. De kwalificatie vindt plaats tussen 12 oktober 2023 en 31 maart 2026.

## Format
Het format voor deze kwalificatie is als volgt:
- Eerste ronde: 20 landen (ranking 27–46) zullen een uit- en thuiswedstrijd spelen tegen een ander land. 
  - De 10 winnende landen kwalificeren zich voor de tweede ronde.
  - Het beste land van de verliezers gaat naar de derde ronde.
  - De 9 overige landen gaan naar de play-off ronde.
- Tweede ronde: 36 landen (ranking 1–26 en de 10 winnaars uit de eerste ronde) worden verdeeld in 9 groepen van vier landen. De landen zullen allemaal twee keer tegen elkaar spelen (een uit- en thuiswedstrijd). De groepswinnaars en nummers twee kwalificeren zich voor het hoofdtoernooi van het Aziatisch kampioenschap. De overige landen gaan naar de derde ronde.
- Play-off ronde: 6 verliezende landen uit de eerste ronde zullen in een uit- en thuiswedstrijd spelen om een plek in derde ronde.
- Derde ronde: 24 landen (1 vanuit de eerste ronde, 18 vanuit de tweede ronde en 5 vanuit de play-off ronde) worden verdeeld in 6 groepen van vier landen. Alle landen spelen twee keer tegen elkaar (uit en thuis). De winnaars van deze ronde spelen in het hoofdtoernooi.

## Data
In onderstaande tabel staan de wedstrijddata:
| Ronde                | Wedstrijddag     | Datum            |
| -------------------- | ---------------- | ---------------- |
| Eerste ronde         | Eerste wedstrijd | 12 oktober 2023  |
| Eerste ronde         | Tweede wedstrijd | 17 oktober 2023  |
| Tweede ronde (Groep) | Wedstrijddag 1   | 16 november 2023 |
| Tweede ronde (Groep) | Wedstrijddag 2   | 21 november 2023 |
| Tweede ronde (Groep) | Wedstrijddag 3   | 21 maart 2024    |
| Tweede ronde (Groep) | Wedstrijddag 4   | 26 maart 2024    |
| Tweede ronde (Groep) | Wedstrijddag 5   | 6 juni 2024      |
| Tweede ronde (Groep) | Wedstrijddag 6   | 11 juni 2024     |

| Ronde          | Wedstrijddag     | Datum             |
| -------------- | ---------------- | ----------------- |
| Play-off ronde | Eerste wedstrijd | 5 september 2024  |
| Play-off ronde | Tweede wedstrijd | 10 september 2024 |
| Derde ronde    | Wedstrijddag 1   | 25 maart 2025     |
| Derde ronde    | Wedstrijddag 2   | 10 juni 2025      |
| Derde ronde    | Wedstrijddag 3   | 9 september 2025  |
| Derde ronde    | Wedstrijddag 4   | 14 oktober 2025   |
| Derde ronde    | Wedstrijddag 5   | 18 november 2025  |
| Derde ronde    | Wedstrijddag 6   | 31 maart 2026     |

## Deelnemende landen
| Starten in de tweede ronde (ranking 1–26) | Starten in de eerste ronde (ranking 27–46) | Start in de derde ronde |
| --- | --- | ----------------------- |
| Japan (20) Iran (22) Australië (27) Zuid-Korea (28) Saoedi-Arabië (54) Qatar (59) Irak (70) Verenigde Arabische Emiraten (72) Oman (73) Oezbekistan (74) China (80) Jordanië (82) Bahrein (86) Syrië (94) Vietnam (95) Palestina (96) Kirgizië (97) India (99) Libanon (100) Tadzjikistan (110) Thailand (113) Noord-Korea (115) Filipijnen (135) Maleisië (136) Koeweit (137) Turkmenistan (138) | Hongkong (149) Indonesië (150) Chinees Taipei (153) Malediven (155) Jemen (156) Afghanistan (157) Singapore (158) Myanmar (160) Nepal (175) Cambodja (176) Macau (182) Mongolië (183) Bhutan (185) Laos (187) Bangladesh (189) Brunei (190) Oost-Timor (192) Pakistan (201) Guam (203) Sri Lanka (204) | Noordelijke Marianen    |

## Eerste ronde

### Wedstrijden
| Team 1         | Totaal | Team 2     | 1e wedstrijd | 2e wedstrijd |
| -------------- | ------ | ---------- | ------------ | ------------ |
| Afghanistan    | 2 – 0  | Mongolië   | 1 – 0        | 1 – 0        |
| Malediven      | 2 – 3  | Bangladesh | 1 – 1        | 1 – 2        |
| Singapore      | 3 – 1  | Guam       | 2 – 1        | 1 – 0        |
| Jemen          | 4 – 1  | Sri Lanka  | 3 – 0        | 1 – 1        |
| Myanmar        | 5 – 1  | Macau      | 5 – 1        | 0 – 0        |
| Cambodja       | 0 – 1  | Pakistan   | 0 – 0        | 0 – 1        |
| Chinees Taipei | 7 – 0  | Oost-Timor | 4 – 0        | 3 – 0        |
| Indonesië      | 12 – 0 | Brunei     | 6 – 0        | 6 – 0        |
| Hongkong       | 4 – 2  | Bhutan     | 4 – 0        | 0 – 2        |
| Nepal          | 2 – 1  | Laos       | 1 – 1        | 0 – 1        |

### Ranking verliezende teams
| Pos | Team       | Wed | W | G | V | Ptn | DV | DT | +/− | Kwalificatie   |
| --- | ---------- | --- | - | - | - | --- | -- | -- | --- | -------------- |
| 1   | Bhutan     | 2   | 1 | 0 | 1 | 3   | 2  | 4  | −2  | Derde ronde    |
| 2   | Malediven  | 2   | 0 | 1 | 1 | 1   | 2  | 3  | −1  | Derde ronde    |
| 3   | Laos       | 2   | 0 | 1 | 1 | 1   | 1  | 2  | −1  | Derde ronde    |
| 4   | Cambodja   | 2   | 0 | 1 | 1 | 1   | 0  | 1  | −1  | Play-off ronde |
| 5   | Sri Lanka  | 2   | 0 | 1 | 1 | 1   | 1  | 4  | −3  | Play-off ronde |
| 6   | Macau      | 2   | 0 | 1 | 1 | 1   | 1  | 5  | −4  | Play-off ronde |
| 7   | Guam       | 2   | 0 | 0 | 2 | 0   | 1  | 3  | −2  | Uitgeschakeld  |
| 8   | Mongolië   | 2   | 0 | 0 | 2 | 0   | 0  | 2  | −2  | Play-off ronde |
| 9   | Oost-Timor | 2   | 0 | 0 | 2 | 0   | 0  | 7  | −7  | Play-off ronde |
| 10  | Brunei     | 2   | 0 | 0 | 2 | 0   | 0  | 12 | −12 | Play-off ronde |

## Tweede ronde
Groep A
| Pos | Team        | Wed | W | G | V | Ptn | DV | DT | +/− | Kwalificatie |  | Vlag van Qatar | Vlag van Koeweit | Vlag van India | Vlag van Afghanistan |
| --- | ----------- | --- | - | - | - | --- | -- | -- | --- | ------------ |  | -------------- | ---------------- | -------------- | -------------------- |
| 1   | Qatar       | 6   | 5 | 1 | 0 | 16  | 18 | 3  | +15 | Azië cup     |  |                | 3 – 0            | 2 – 1          | 8 – 1                |
| 2   | Koeweit     | 6   | 2 | 1 | 3 | 7   | 6  | 6  | 0   | Azië cup     |  | 1 – 2          |                  | 0 – 1          | 1 – 0                |
| 3   | India       | 6   | 1 | 2 | 3 | 5   | 3  | 7  | −4  | Derde ronde  |  | 0 – 3          | 0 – 0            |                | 1 – 2                |
| 4   | Afghanistan | 6   | 1 | 2 | 3 | 5   | 3  | 14 | −11 | Derde ronde  |  | 0 – 0          | 0 – 4            | 0 – 0          |                      |

Groep B
| Pos | Team        | Wed | W | G | V | Ptn | DV | DT | +/− | Kwalificatie |  | Vlag van Japan | Vlag van Noord-Korea | Vlag van Syrië | Vlag van Myanmar |
| --- | ----------- | --- | - | - | - | --- | -- | -- | --- | ------------ |  | -------------- | -------------------- | -------------- | ---------------- |
| 1   | Japan       | 6   | 6 | 0 | 0 | 18  | 24 | 0  | +24 | Azië cup     |  |                | 1 – 0                | 5 – 0          | 5 – 0            |
| 2   | Noord-Korea | 6   | 3 | 0 | 3 | 9   | 11 | 7  | +4  | Azië cup     |  | 0 – 3          |                      | 1 – 0          | 4 – 1            |
| 3   | Syrië       | 6   | 2 | 1 | 3 | 7   | 9  | 12 | −3  | Derde ronde  |  | 0 – 5          | 1 – 0                |                | 7 – 0            |
| 4   | Myanmar     | 6   | 0 | 1 | 5 | 1   | 3  | 28 | −25 | Derde ronde  |  | 0 – 5          | 1 – 6                | 1 – 1          |                  |

1. ↑  Japan kreeg van de FIFA een 3 – 0 overwinning toegekend, nadat Noord-Korea had geweigerd om de thuiswedstrijd te spelen uit bezorgdheid over de verspreiding van een ziekte in Japan.

Groep C
| Pos | Team       | Wed | W | G | V | Ptn | DV | DT | +/− | Kwalificatie |  | Vlag van Zuid-Korea | Vlag van China | Vlag van Thailand | Vlag van Singapore |
| --- | ---------- | --- | - | - | - | --- | -- | -- | --- | ------------ |  | ------------------- | -------------- | ----------------- | ------------------ |
| 1   | Zuid-Korea | 6   | 5 | 1 | 0 | 16  | 20 | 1  | +19 | Azië cup     |  |                     | 1 – 0          | 1 – 1             | 5 – 0              |
| 2   | China      | 6   | 2 | 2 | 2 | 8   | 9  | 9  | 0   | Azië cup     |  | 0 – 3               |                | 1 – 1             | 4 – 1              |
| 3   | Thailand   | 6   | 2 | 2 | 2 | 8   | 9  | 9  | 0   | Derde ronde  |  | 0 – 3               | 1 – 2          |                   | 3 – 1              |
| 4   | Singapore  | 6   | 0 | 1 | 5 | 1   | 5  | 24 | −19 | Derde ronde  |  | 0 – 7               | 2 – 2          | 1 – 3             |                    |

1. 1 2  Gerangschikt op onderling aantal punten: China 4, Thailand 1.

Groep D
| Pos | Team           | Wed | W | G | V | Ptn | DV | DT | +/− | Kwalificatie |  | Vlag van Oman | Vlag van Kirgizië | Vlag van Maleisië | Vlag van Chinees Taipei |
| --- | -------------- | --- | - | - | - | --- | -- | -- | --- | ------------ |  | ------------- | ----------------- | ----------------- | ----------------------- |
| 1   | Oman           | 6   | 4 | 1 | 1 | 13  | 11 | 2  | +9  | Azië cup     |  |               | 1 – 1             | 2 – 0             | 3 – 0                   |
| 2   | Kirgizië       | 6   | 3 | 2 | 1 | 11  | 13 | 7  | +6  | Azië cup     |  | 1 – 0         |                   | 1 – 1             | 5 – 1                   |
| 3   | Maleisië       | 6   | 3 | 1 | 2 | 10  | 9  | 9  | 0   | Derde ronde  |  | 0 – 2         | 4 – 3             |                   | 3 – 1                   |
| 4   | Chinees Taipei | 6   | 0 | 0 | 6 | 0   | 2  | 17 | −15 | Derde ronde  |  | 0 – 3         | 0 – 2             | 0 – 1             |                         |

Groep E
| Pos | Team         | Wed | W | G | V | Ptn | DV | DT | +/− | Kwalificatie |  | Vlag van Iran | Vlag van Oezbekistan | Vlag van Turkmenistan | Vlag van Hongkong |
| --- | ------------ | --- | - | - | - | --- | -- | -- | --- | ------------ |  | ------------- | -------------------- | --------------------- | ----------------- |
| 1   | Iran         | 6   | 4 | 2 | 0 | 14  | 16 | 4  | +12 | Azië cup     |  |               | 0 – 0                | 5 – 0                 | 4 – 0             |
| 2   | Oezbekistan  | 6   | 4 | 2 | 0 | 14  | 13 | 4  | +9  | Azië cup     |  | 2 – 2         |                      | 3 – 1                 | 3 – 0             |
| 3   | Turkmenistan | 6   | 0 | 2 | 4 | 2   | 3  | 11 | −8  | Derde ronde  |  | 0 – 1         | 1 – 3                |                       | 0 – 0             |
| 4   | Hongkong     | 6   | 0 | 2 | 4 | 2   | 5  | 18 | −13 | Derde ronde  |  | 2 – 4         | 0 – 2                | 2 – 2                 |                   |

Groep F
| Pos | Team       | Wed | W | G | V | Ptn | DV | DT | +/− | Kwalificatie |  | Vlag van Irak | Vlag van Indonesië | Vlag van Vietnam | Vlag van Filipijnen |
| --- | ---------- | --- | - | - | - | --- | -- | -- | --- | ------------ |  | ------------- | ------------------ | ---------------- | ------------------- |
| 1   | Irak       | 6   | 6 | 0 | 0 | 18  | 17 | 2  | +15 | Azië cup     |  |               | 5 – 1              | 3 – 1            | 1 – 0               |
| 2   | Indonesië  | 6   | 3 | 1 | 2 | 10  | 8  | 8  | 0   | Azië cup     |  | 0 – 2         |                    | 1 – 0            | 2 – 0               |
| 3   | Vietnam    | 6   | 2 | 0 | 4 | 6   | 6  | 10 | −4  | Derde ronde  |  | 0 – 1         | 0 – 3              |                  | 3 – 2               |
| 4   | Filipijnen | 6   | 0 | 1 | 5 | 1   | 3  | 14 | −11 | Derde ronde  |  | 0 – 5         | 1 – 1              | 0 – 2            |                     |

Groep G
| Pos | Team          | Wed | W | G | V | Ptn | DV | DT | +/− | Kwalificatie |  | Vlag van Jordanië | Vlag van Saoedi-Arabië | Vlag van Tadzjikistan | Vlag van Pakistan |
| --- | ------------- | --- | - | - | - | --- | -- | -- | --- | ------------ |  | ----------------- | ---------------------- | --------------------- | ----------------- |
| 1   | Jordanië      | 6   | 4 | 1 | 1 | 13  | 16 | 4  | +12 | Azië cup     |  |                   | 0 – 2                  | 3 – 0                 | 7 – 0             |
| 2   | Saoedi-Arabië | 6   | 4 | 1 | 1 | 13  | 12 | 3  | +9  | Azië cup     |  | 1 – 2             |                        | 1 – 0                 | 4 – 0             |
| 3   | Tadzjikistan  | 6   | 2 | 2 | 2 | 8   | 11 | 7  | +4  | Derde ronde  |  | 1 – 1             | 1 – 1                  |                       | 3 – 0             |
| 4   | Pakistan      | 6   | 0 | 0 | 6 | 0   | 1  | 26 | −25 | Derde ronde  |  | 0 – 3             | 0 – 3                  | 1 – 6                 |                   |

1. ↑  Saoedi-Arabië was als gastland automatisch gekwalificeerd voor de Azië cup.

Groep H
| Pos | Team                         | Wed | W | G | V | Ptn | DV | DT | +/− | Kwalificatie |  | Vlag van Verenigde Arabische Emiraten | Vlag van Bahrein | Vlag van Jemen | Vlag van Nepal |
| --- | ---------------------------- | --- | - | - | - | --- | -- | -- | --- | ------------ |  | ------------------------------------- | ---------------- | -------------- | -------------- |
| 1   | Verenigde Arabische Emiraten | 6   | 5 | 1 | 0 | 16  | 16 | 2  | +14 | Azië cup     |  |                                       | 1 – 1            | 2 – 1          | 4 – 0          |
| 2   | Bahrein                      | 6   | 3 | 2 | 1 | 11  | 11 | 3  | +8  | Azië cup     |  | 0 – 2                                 |                  | 0 – 0          | 3 – 0          |
| 3   | Jemen                        | 6   | 1 | 2 | 3 | 5   | 5  | 9  | −4  | Derde ronde  |  | 0 – 3                                 | 0 – 2            |                | 2 – 2          |
| 4   | Nepal                        | 6   | 0 | 1 | 5 | 1   | 2  | 20 | −18 | Derde ronde  |  | 0 – 4                                 | 0 – 5            | 0 – 2          |                |

Groep I
| Pos | Team       | Wed | W | G | V | Ptn | DV | DT | +/− | Kwalificatie |  | Vlag van Australië | Vlag van Palestina | Vlag van Libanon | Vlag van Bangladesh |
| --- | ---------- | --- | - | - | - | --- | -- | -- | --- | ------------ |  | ------------------ | ------------------ | ---------------- | ------------------- |
| 1   | Australië  | 6   | 6 | 0 | 0 | 18  | 22 | 0  | +22 | Azië cup     |  |                    | 5 – 0              | 2 – 0            | 7 – 0               |
| 2   | Palestina  | 6   | 2 | 2 | 2 | 8   | 6  | 6  | 0   | Azië cup     |  | 0 – 1              |                    | 0 – 0            | 5 – 0               |
| 3   | Libanon    | 6   | 1 | 3 | 2 | 6   | 5  | 8  | −3  | Derde ronde  |  | 0 – 5              | 0 – 0              |                  | 4 – 0               |
| 4   | Bangladesh | 6   | 0 | 1 | 5 | 1   | 1  | 20 | −19 | Derde ronde  |  | 0 – 2              | 0 – 1              | 1 – 1            |                     |

## Play-off ronde

### Loting
In deze ronde doen de zes van de negen verliezende landen uit de eerste ronde mee. De loting voor deze ronde werd gehouden op 9 mei 2024 in Kuala Lumpur, Maleisië. Bij de loting werden steeds twee landen aan elkaar gekoppeld die het in een uit- en thuiswedstrijd tegen elkaar moeten opnemen. Bij de potindeling werd gekeken naar de wereldranglijst van april 2024.
| Pot 1                                     | Pot 2                                         |
| ----------------------------------------- | --------------------------------------------- |
| Cambodja (179) Macau (186) Mongolië (191) | Brunei (194) Oost-Timor (198) Sri Lanka (204) |

### Wedstrijden
| Team 1     | Totaal | Team 2   | 1e wedstrijd | 2e wedstrijd |
| ---------- | ------ | -------- | ------------ | ------------ |
| Sri Lanka  | 0 – 0  | Cambodja | 0 – 0        | 2 – 2        |
| Oost-Timor | 4 – 3  | Mongolië | 4 – 1        | 0 – 2        |
| Brunei     | 4 – 0  | Macau    | 3 – 0        | 1 – 0        |

|                                                      |           |       |          |                                                                                                 |
| 5 september 2024 «onderlinge duels» 17:45 (UTC+5:30) | Sri Lanka | 0 – 0 | Cambodja | Colombo Racecourse, Colombo Toeschouwers: 2.955 Scheidsrechter: Sultan Mohamed Al-Hammadi (UAE) |
| 5 september 2024 «onderlinge duels» 17:45 (UTC+5:30) | Verslag   |       |          | Colombo Racecourse, Colombo Toeschouwers: 2.955 Scheidsrechter: Sultan Mohamed Al-Hammadi (UAE) |

|                                                    |                      |              |                                 |                                                                                             |
| 10 september 2024 «onderlinge duels» 19:00 (UTC+7) | Cambodja             | 2 – 2 (n.v.) | Sri Lanka                       | Olympisch Stadion, Phnom Penh Toeschouwers: 14.178 Scheidsrechter: Asker Nadjafaliyev (UZB) |
| 10 september 2024 «onderlinge duels» 19:00 (UTC+7) | Nhean 58' Sos 98'    | Verslag      | 37' Kelaart 120+2' Kammerknecht | Olympisch Stadion, Phnom Penh Toeschouwers: 14.178 Scheidsrechter: Asker Nadjafaliyev (UZB) |
| 10 september 2024 «onderlinge duels» 19:00 (UTC+7) | Strafschoppen        |              |                                 | Olympisch Stadion, Phnom Penh Toeschouwers: 14.178 Scheidsrechter: Asker Nadjafaliyev (UZB) |
| 10 september 2024 «onderlinge duels» 19:00 (UTC+7) | Taylor Orn Lim Soeuy | 2–4          | Hingert Durrant Kelaart Perera  | Olympisch Stadion, Phnom Penh Toeschouwers: 14.178 Scheidsrechter: Asker Nadjafaliyev (UZB) |

|                                                   |                                     |         |               | |
| 5 september 2024 «onderlinge duels» 15:30 (UTC+8) | Oost-Timor                          | 4 – 1   | Mongolië      | Kapten I Wayan Dipta-stadion, Gianyar (Indonesië) Toeschouwers: 108 Scheidsrechter: Daniel Elder (AUS) |
| 5 september 2024 «onderlinge duels» 15:30 (UTC+8) | João Pedro 3', 27', 52' Zenivio 58' | Verslag | 34' Mijiddorj | Kapten I Wayan Dipta-stadion, Gianyar (Indonesië) Toeschouwers: 108 Scheidsrechter: Daniel Elder (AUS) |

|                                                    |                       |         |            |                                                                                           |
| 10 september 2024 «onderlinge duels» 16:00 (UTC+8) | Mongolië              | 2 – 0   | Oost-Timor | MFF Football Centre, Ulaanbaatar Toeschouwers: 1.569 Scheidsrechter: Ahmad Alaeddin (LIB) |
| 10 september 2024 «onderlinge duels» 16:00 (UTC+8) | Törbat 8' Dölgöön 54' | Verslag |            | MFF Football Centre, Ulaanbaatar Toeschouwers: 1.569 Scheidsrechter: Ahmad Alaeddin (LIB) |

|                                                   |                                         |         |       | |
| 5 september 2024 «onderlinge duels» 21:00 (UTC+8) | Brunei                                  | 3 – 0   | Macau | Sultan Hassal Bolkiahstadion, Bandar Seri Begawan Toeschouwers: 3.794 Scheidsrechter: Crystal John (IND) |
| 5 september 2024 «onderlinge duels» 21:00 (UTC+8) | Hakeme S. 32' Nazry A. 56' Hariz H. 61' | Verslag |       | Sultan Hassal Bolkiahstadion, Bandar Seri Begawan Toeschouwers: 3.794 Scheidsrechter: Crystal John (IND) |

|                                                    |       |         |                 |                                                                                                 |
| 10 september 2024 «onderlinge duels» 19:30 (UTC+8) | Macau | 0 – 1   | Brunei          | Estádio Campo Desportivo, Taipa Toeschouwers: 1.368 Scheidsrechter: Nurzatbek Abdıkadırov (KGZ) |
| 10 september 2024 «onderlinge duels» 19:30 (UTC+8) |       | Verslag | 10' Azwan A. R. | Estádio Campo Desportivo, Taipa Toeschouwers: 1.368 Scheidsrechter: Nurzatbek Abdıkadırov (KGZ) |

## Derde ronde

### Loting
De loting werd gehouden op 9 december 2024 in het AFC House in Kuala Lumpur, Maleisië, om 15:00 (UTC+8). De landen werden verdeeld in zes groepen van vier teams, bij de loting is rekening gehouden met de FIFA-ranking van november 2024.
| Pot 1                                                                               | Pot 2                                                                                           | Pot 3                                                                                       | Pot 4                                                                                    |
| ----------------------------------------------------------------------------------- | ----------------------------------------------------------------------------------------------- | ------------------------------------------------------------------------------------------- | ---------------------------------------------------------------------------------------- |
| Syrië (95) Thailand (97) Tadzjikistan (104) Libanon (112) Vietnam (116) India (127) | Maleisië (132) Turkmenistan (143) Filipijnen (149) Afghanistan (155) Hongkong (156) Jemen (158) | Singapore (161) Malediven (162) Chinees Taipei (165) Myanmar (167) Nepal (175) Bhutan (182) | Brunei (184) Bangladesh (185) Laos (186) Oost-Timor (196) Pakistan (198) Sri Lanka (200) |

### Groepen

#### Beslissingscriteria
De landen worden verdeeld op basis van het puntenaantal (3 punten voor een overwinning, 1 punt bij een gelijkspel en 0 punten bij een verlies). Als landen gelijk eindigen in puntenaantal wordt de volgorde bepaald op basis van de volgende criteria:
1. Het aantal behaalde punten in de onderlinge wedstrijden tussen de gelijke teams;
2. Het doelsaldo in onderlinge wedstrijden gespeeld tussen de gelijke teams;
3. Het aantal gescoorde doelpunten in de onderlinge wedstrijden tussen de gelijke teams;
4. Als er meer dan twee landen gelijk zijn geëindigd en er zijn na het toepassen van de criteria 1 tot en met 3 nog steeds een aantal van die landen gelijk dan worden bovenstaande criteria nogmaals toegepast met de landen die dan nog gelijk staan.
5. Het doelsaldo in alle groepswedstrijden;
6. Het aantal doelpunten in alle groepswedstrijden;
7. Strafschoppen kunnen worden genomen als het om twee landen gaat die in de laatste wedstrijd tegen elkaar uitkomen.
8. Disciplinaire punten (gele kaart = 1 punt, rode kaart na twee gele kaarten = 3 punten, directe rode kaart = 3 punten, gele kaart gevolgd door een directe rode kaart = 4 punten);
9. Loting

#### Groep A
| Pos | Team         | Wed | W | G | V | Ptn | DV | DT | +/− | Kwalificatie |         | Vlag van Filipijnen | Vlag van Tadzjikistan | Vlag van Oost-Timor | Vlag van Malediven |
| --- | ------------ | --- | - | - | - | --- | -- | -- | --- | ------------ | ------- | ------------------- | --------------------- | ------------------- | ------------------ |
| 1   | Filipijnen   | 2   | 1 | 1 | 0 | 4   | 6  | 3  | +3  | Azië Cup     |         | —                   | 2–2                   | 14 okt.             | 4–1                |
| 2   | Tadzjikistan | 2   | 1 | 1 | 0 | 4   | 3  | 2  | +1  |              |         | 31 maa ‘26          | —                     | 1–0                 | 9 okt.             |
| 3   | Oost-Timor   | 2   | 1 | 0 | 1 | 3   | 1  | 1  | 0   |              | 9 okt.  | 18 nov.             | —                     | 1–0                 |                    |
| 4   | Malediven    | 2   | 0 | 0 | 2 | 0   | 1  | 5  | −4  |              | 18 nov. | 14 okt.             | 31 maa ‘26            | —                   |                    |

|                                                |              |                       |            |                                                                                     |
| 25 maart 2025 «onderlinge duels» 16:00 (UTC+5) | Tadzjikistan | 1 – 0                 | Oost-Timor | Pamirstadion, Doesjanbe Toeschouwers: 8.520 Scheidsrechter: Seyedvahid Kazemi (IRN) |
| 25 maart 2025 «onderlinge duels» 16:00 (UTC+5) | Hanonov 3'   | Verslag Verslag (AFC) |            | Pamirstadion, Doesjanbe Toeschouwers: 8.520 Scheidsrechter: Seyedvahid Kazemi (IRN) |

|                                                |                                                        |                       |           | |
| 25 maart 2025 «onderlinge duels» 19:00 (UTC+8) | Filipijnen                                             | 4 – 1                 | Malediven | New Clark City Atletiekstadion, New Clark City Toeschouwers: 3.334 Scheidsrechter: Daniel Elder (AUS) |
| 25 maart 2025 «onderlinge duels» 19:00 (UTC+8) | J. Tabinas 6' Kristensen 19' Schneider 77' Reyes 90+2' | Verslag Verslag (AFC) | 62' Fasir | New Clark City Atletiekstadion, New Clark City Toeschouwers: 3.334 Scheidsrechter: Daniel Elder (AUS) |

|                                                  |                  |         |           | |
| 10 juni 2025 «onderlinge duels» 16:00 (UTC+9:30) | Oost-Timor       | 1 – 0   | Malediven | Territory Rugby League Stadium, Darwin (Australië) Toeschouwers: 1.048 Scheidsrechter: Songkran Bunmeekiart (THA) |
| 10 juni 2025 «onderlinge duels» 16:00 (UTC+9:30) | João Pedro 45+1' | Verslag |           | Territory Rugby League Stadium, Darwin (Australië) Toeschouwers: 1.048 Scheidsrechter: Songkran Bunmeekiart (THA) |

|                                               |                     |         |                                      | |
| 10 juni 2025 «onderlinge duels» 19:00 (UTC+8) | Filipijnen          | 2 – 2   | Tadzjikistan                         | New Clark City Atletiekstadion, New Clark City Toeschouwers: 10.854 Scheidsrechter: Hasan Akrami (IRN) |
| 10 juni 2025 «onderlinge duels» 19:00 (UTC+8) | Kristensen 28', 79' | Verslag | 30' Mabatshoyev 42' (pen.) Umarbayev | New Clark City Atletiekstadion, New Clark City Toeschouwers: 10.854 Scheidsrechter: Hasan Akrami (IRN) |

|                                   |            |  |            |            |
| 9 oktober 2025 «onderlinge duels» | Oost-Timor |  | Filipijnen | [ noot 3 ] |
| 9 oktober 2025 «onderlinge duels» |            |  |            | [ noot 3 ] |

|                                           |              |  |           |                         |
| 9 oktober 2025 «onderlinge duels» (UTC+5) | Tadzjikistan |  | Malediven | Pamirstadion, Doesjanbe |
| 9 oktober 2025 «onderlinge duels» (UTC+5) |              |  |           | Pamirstadion, Doesjanbe |

|                                            |            |  |            |  |
| 14 oktober 2025 «onderlinge duels» (UTC+8) | Filipijnen |  | Oost-Timor |  |
| 14 oktober 2025 «onderlinge duels» (UTC+8) |            |  |            |  |

|                                               |           |  |              |                                |
| 14 oktober 2025 «onderlinge duels» (UTC+5:30) | Malediven |  | Tadzjikistan | Nationaal Voetbalstadion, Malé |
| 14 oktober 2025 «onderlinge duels» (UTC+5:30) |           |  |              | Nationaal Voetbalstadion, Malé |

|                                     |            |  |              |            |
| 18 november 2025 «onderlinge duels» | Oost-Timor |  | Tadzjikistan | [ noot 3 ] |
| 18 november 2025 «onderlinge duels» |            |  |              | [ noot 3 ] |

|                                                |           |  |            |                                |
| 18 november 2025 «onderlinge duels» (UTC+5:30) | Malediven |  | Filipijnen | Nationaal Voetbalstadion, Malé |
| 18 november 2025 «onderlinge duels» (UTC+5:30) |           |  |            | Nationaal Voetbalstadion, Malé |

|                                          |              |  |            |                         |
| 31 maart 2026 «onderlinge duels» (UTC+5) | Tadzjikistan |  | Filipijnen | Pamirstadion, Doesjanbe |
| 31 maart 2026 «onderlinge duels» (UTC+5) |              |  |            | Pamirstadion, Doesjanbe |

|                                             |           |  |            |                                |
| 31 maart 2026 «onderlinge duels» (UTC+5:30) | Malediven |  | Oost-Timor | Nationaal Voetbalstadion, Malé |
| 31 maart 2026 «onderlinge duels» (UTC+5:30) |           |  |            | Nationaal Voetbalstadion, Malé |

#### Groep B
| Pos | Team    | Wed | W | G | V | Ptn | DV | DT | +/− | Kwalificatie |         | Vlag van Libanon | Vlag van Brunei | Vlag van Jemen | Vlag van Bhutan |
| --- | ------- | --- | - | - | - | --- | -- | -- | --- | ------------ | ------- | ---------------- | --------------- | -------------- | --------------- |
| 1   | Libanon | 2   | 1 | 1 | 0 | 4   | 5  | 0  | +5  | Azië Cup     |         | —                | 5–0             | 31 maa ‘26     | 9 okt.          |
| 2   | Brunei  | 2   | 1 | 0 | 1 | 3   | 2  | 6  | −4  |              |         | 18 nov.          | —               | 9 okt.         | 2–1             |
| 3   | Jemen   | 2   | 0 | 2 | 0 | 2   | 0  | 0  | 0   |              | 0–0     | 14 okt.          | —               | 18 nov.        |                 |
| 4   | Bhutan  | 2   | 0 | 1 | 1 | 1   | 1  | 2  | −1  |              | 14 okt. | 31 maa ‘26       | 0–0             | —              |                 |

|                                                |                       |       |       |                                                                                          |
| 25 maart 2025 «onderlinge duels» 18:00 (UTC+6) | Bhutan                | 0 – 0 | Jemen | Changlimithangstadion, Thimphu Toeschouwers: 4.700 Scheidsrechter: Thoriq Alkatiri (IDN) |
| 25 maart 2025 «onderlinge duels» 18:00 (UTC+6) | Verslag Verslag (AFC) |       |       | Changlimithangstadion, Thimphu Toeschouwers: 4.700 Scheidsrechter: Thoriq Alkatiri (IDN) |

|                                                |                                                   |                       |        | |
| 25 maart 2025 «onderlinge duels» 21:30 (UTC+3) | Libanon                                           | 5 – 0                 | Brunei | Saoud bin Abdulrahmanstadion, Al Wakrah (Qatar) Toeschouwers: 282 Scheidsrechter: Venikatesh Ramachandran (IND) |
| 25 maart 2025 «onderlinge duels» 21:30 (UTC+3) | Fakhro 5', 28' Merheg 21' Chakroun 33' Haidar 90' | Verslag Verslag (AFC) |        | Saoud bin Abdulrahmanstadion, Al Wakrah (Qatar) Toeschouwers: 282 Scheidsrechter: Venikatesh Ramachandran (IND) |

|                                               |                                   |         |                | |
| 10 juni 2025 «onderlinge duels» 20:15 (UTC+8) | Brunei                            | 2 – 1   | Bhutan         | Sultan Hassal Bolkiahstadion, Bandar Seri Begawan Toeschouwers: 3.158 Scheidsrechter: Mongkolchai Pechsri (THA) |
| 10 juni 2025 «onderlinge duels» 20:15 (UTC+8) | Nazirrudin 29' Chetrim 63' (e.d.) | Verslag | 90+2' Tshering | Sultan Hassal Bolkiahstadion, Bandar Seri Begawan Toeschouwers: 3.158 Scheidsrechter: Mongkolchai Pechsri (THA) |

|                                               |         |       |         | |
| 10 juni 2025 «onderlinge duels» 20:30 (UTC+3) | Jemen   | 0 – 0 | Libanon | Jaber Al-Mubarak Al-Hamadstadion, Sulaibikhat (Koeweit) Toeschouwers: 1.512 Scheidsrechter: Salim Al-Majarafi (OMA) |
| 10 juni 2025 «onderlinge duels» 20:30 (UTC+3) | Verslag |       |         | Jaber Al-Mubarak Al-Hamadstadion, Sulaibikhat (Koeweit) Toeschouwers: 1.512 Scheidsrechter: Salim Al-Majarafi (OMA) |

|                                           |        |  |       |                                                   |
| 9 oktober 2025 «onderlinge duels» (UTC+8) | Brunei |  | Jemen | Sultan Hassal Bolkiahstadion, Bandar Seri Begawan |
| 9 oktober 2025 «onderlinge duels» (UTC+8) |        |  |       | Sultan Hassal Bolkiahstadion, Bandar Seri Begawan |

|                                   |         |  |        |            |
| 9 oktober 2025 «onderlinge duels» | Libanon |  | Bhutan | [ noot 4 ] |
| 9 oktober 2025 «onderlinge duels» |         |  |        | [ noot 4 ] |

|                                    |       |  |        |            |
| 14 oktober 2025 «onderlinge duels» | Jemen |  | Brunei | [ noot 5 ] |
| 14 oktober 2025 «onderlinge duels» |       |  |        | [ noot 5 ] |

|                                            |        |  |         |                                |
| 14 oktober 2025 «onderlinge duels» (UTC+6) | Bhutan |  | Libanon | Changlimithangstadion, Thimphu |
| 14 oktober 2025 «onderlinge duels» (UTC+6) |        |  |         | Changlimithangstadion, Thimphu |

|                                             |        |  |         |                                                   |
| 18 november 2025 «onderlinge duels» (UTC+8) | Brunei |  | Libanon | Sultan Hassal Bolkiahstadion, Bandar Seri Begawan |
| 18 november 2025 «onderlinge duels» (UTC+8) |        |  |         | Sultan Hassal Bolkiahstadion, Bandar Seri Begawan |

|                                     |       |  |        |            |
| 18 november 2025 «onderlinge duels» | Jemen |  | Bhutan | [ noot 5 ] |
| 18 november 2025 «onderlinge duels» |       |  |        | [ noot 5 ] |

|                                  |         |  |       |            |
| 31 maart 2026 «onderlinge duels» | Libanon |  | Jemen | [ noot 4 ] |
| 31 maart 2026 «onderlinge duels» |         |  |       | [ noot 4 ] |

|                                          |        |  |        |                                |
| 31 maart 2026 «onderlinge duels» (UTC+6) | Bhutan |  | Brunei | Changlimithangstadion, Thimphu |
| 31 maart 2026 «onderlinge duels» (UTC+6) |        |  |        | Changlimithangstadion, Thimphu |

#### Groep C
| Pos | Team       | Wed | W | G | V | Ptn | DV | DT | +/− | Kwalificatie |        | Vlag van Singapore | Vlag van Hongkong | Vlag van Bangladesh | Vlag van India |
| --- | ---------- | --- | - | - | - | --- | -- | -- | --- | ------------ | ------ | ------------------ | ----------------- | ------------------- | -------------- |
| 1   | Singapore  | 2   | 1 | 1 | 0 | 4   | 2  | 1  | +1  | Azië Cup     |        | —                  | 0–0               | 31 maa ‘26          | 14 okt.        |
| 2   | Hongkong   | 2   | 1 | 1 | 0 | 4   | 1  | 0  | +1  |              |        | 18 nov.            | —                 | 14 okt.             | 1–0            |
| 3   | Bangladesh | 2   | 0 | 1 | 1 | 1   | 1  | 2  | −1  |              | 1–2    | 9 okt.             | —                 | 18 nov.             |                |
| 4   | India      | 2   | 0 | 1 | 1 | 1   | 0  | 1  | −1  |              | 9 okt. | 31 maa ‘26         | 0–0               | —                   |                |

|                                                |                       |       |          |                                                                                      |
| 25 maart 2025 «onderlinge duels» 20:30 (UTC+8) | Singapore             | 0 – 0 | Hongkong | Nationaal Stadion, Kallang Toeschouwers: 8.064 Scheidsrechter: Chae Sang-hyeop (KOR) |
| 25 maart 2025 «onderlinge duels» 20:30 (UTC+8) | Verslag Verslag (AFC) |       |          | Nationaal Stadion, Kallang Toeschouwers: 8.064 Scheidsrechter: Chae Sang-hyeop (KOR) |

|                                                   |                       |       |            |                                                                                                |
| 25 maart 2025 «onderlinge duels» 19:00 (UTC+5:30) | India                 | 0 – 0 | Bangladesh | Jawaharlal Nehrustadion, Shillong Toeschouwers: 14.952 Scheidsrechter: Hussein Abo Yehia (LIB) |
| 25 maart 2025 «onderlinge duels» 19:00 (UTC+5:30) | Verslag Verslag (AFC) |       |            | Jawaharlal Nehrustadion, Shillong Toeschouwers: 14.952 Scheidsrechter: Hussein Abo Yehia (LIB) |

|                                         |            |         |                              |                                                                                       |
| 10 juni 2025 «onderlinge duels» (UTC+6) | Bangladesh | 1 – 2   | Singapore                    | Nationaal Stadion, Dhaka Toeschouwers: 21.317 Scheidsrechter: Clifford Daypuyat (PHI) |
| 10 juni 2025 «onderlinge duels» (UTC+6) | Rakib 67'  | Verslag | 45' Song Ui-young 58' Ikhsan | Nationaal Stadion, Dhaka Toeschouwers: 21.317 Scheidsrechter: Clifford Daypuyat (PHI) |

|                                               |                      |         |       |                                                                                      |
| 10 juni 2025 «onderlinge duels» 20:00 (UTC+8) | Hongkong             | 1 – 0   | India | Kai Tak Sportpark, Kowloon Toeschouwers: 42.570 Scheidsrechter: Ahmad Alaeddin (LIB) |
| 10 juni 2025 «onderlinge duels» 20:00 (UTC+8) | Pereira 90+4' (pen.) | Verslag |       | Kai Tak Sportpark, Kowloon Toeschouwers: 42.570 Scheidsrechter: Ahmad Alaeddin (LIB) |

|                                           |            |  |          |                          |
| 9 oktober 2025 «onderlinge duels» (UTC+6) | Bangladesh |  | Hongkong | Nationaal Stadion, Dhaka |
| 9 oktober 2025 «onderlinge duels» (UTC+6) |            |  |          | Nationaal Stadion, Dhaka |

|                                              |       |  |           |  |
| 9 oktober 2025 «onderlinge duels» (UTC+5:30) | India |  | Singapore |  |
| 9 oktober 2025 «onderlinge duels» (UTC+5:30) |       |  |           |  |

|                                            |          |  |            |  |
| 14 oktober 2025 «onderlinge duels» (UTC+8) | Hongkong |  | Bangladesh |  |
| 14 oktober 2025 «onderlinge duels» (UTC+8) |          |  |            |  |

|                                            |           |  |       |                            |
| 14 oktober 2025 «onderlinge duels» (UTC+8) | Singapore |  | India | Nationaal Stadion, Kallang |
| 14 oktober 2025 «onderlinge duels» (UTC+8) |           |  |       | Nationaal Stadion, Kallang |

|                                             |            |  |       |                          |
| 18 november 2025 «onderlinge duels» (UTC+6) | Bangladesh |  | India | Nationaal Stadion, Dhaka |
| 18 november 2025 «onderlinge duels» (UTC+6) |            |  |       | Nationaal Stadion, Dhaka |

|                                             |          |  |           |  |
| 18 november 2025 «onderlinge duels» (UTC+8) | Hongkong |  | Singapore |  |
| 18 november 2025 «onderlinge duels» (UTC+8) |          |  |           |  |

|                                             |       |  |          |  |
| 31 maart 2026 «onderlinge duels» (UTC+5:30) | India |  | Hongkong |  |
| 31 maart 2026 «onderlinge duels» (UTC+5:30) |       |  |          |  |

|                                          |           |  |            |                            |
| 31 maart 2026 «onderlinge duels» (UTC+8) | Singapore |  | Bangladesh | Nationaal Stadion, Kallang |
| 31 maart 2026 «onderlinge duels» (UTC+8) |           |  |            | Nationaal Stadion, Kallang |

#### Groep D
| Pos | Team           | Wed | W | G | V | Ptn | DV | DT | +/− | Kwalificatie |            | Vlag van Turkmenistan | Vlag van Suriname | Vlag van Thailand | Vlag van Chinees Taipei |
| --- | -------------- | --- | - | - | - | --- | -- | -- | --- | ------------ | ---------- | --------------------- | ----------------- | ----------------- | ----------------------- |
| 1   | Turkmenistan   | 2   | 2 | 0 | 0 | 6   | 5  | 2  | +3  | Azië Cup     |            | —                     | 14 okt.           | 3–1               | 18 nov.                 |
| 2   | Sri Lanka      | 2   | 1 | 0 | 1 | 3   | 3  | 2  | +1  |              |            | 9 okt.                | —                 | 18 nov.           | 3–1                     |
| 3   | Thailand       | 2   | 1 | 0 | 1 | 3   | 2  | 3  | −1  |              | 31 maa ‘26 | 1–0                   | —                 | 9 okt.            |                         |
| 4   | Chinees Taipei | 2   | 0 | 0 | 2 | 0   | 2  | 5  | −3  |              | 1–2        | 31 maa ‘26            | 14 okt.           | —                 |                         |

|                                                |                |                       |                          |                                                                                            |
| 25 maart 2025 «onderlinge duels» 18:30 (UTC+8) | Chinees Taipei | 1 – 2                 | Turkmenistan             | Nationaal Stadion, Kaohsiung Toeschouwers: 1.897 Scheidsrechter: Abdulhadi Al-Ruaile (QAT) |
| 25 maart 2025 «onderlinge duels» 18:30 (UTC+8) | Kouamé 63'     | Verslag Verslag (AFC) | 48' Tagaýew 83' Gurbanow | Nationaal Stadion, Kaohsiung Toeschouwers: 1.897 Scheidsrechter: Abdulhadi Al-Ruaile (QAT) |

|                                                |                |                       |           |                                                                                  |
| 25 maart 2025 «onderlinge duels» 19:30 (UTC+7) | Thailand       | 1 – 0                 | Sri Lanka | Rajamangalastadion, Bangkok Toeschouwers: 17.207 Scheidsrechter: Zhang Lei (CHN) |
| 25 maart 2025 «onderlinge duels» 19:30 (UTC+7) | Gustavsson 43' | Verslag Verslag (AFC) |           | Rajamangalastadion, Bangkok Toeschouwers: 17.207 Scheidsrechter: Zhang Lei (CHN) |

|                                                  |                                       |                       |                     |                                                                                    |
| 10 juni 2025 «onderlinge duels» 15:45 (UTC+5:30) | Sri Lanka                             | 3 – 1                 | Chinees Taipei      | Colombo Racecourse, Colombo Toeschouwers: 3.710 Scheidsrechter: Daniel Elder (AUS) |
| 10 juni 2025 «onderlinge duels» 15:45 (UTC+5:30) | Rajamohan 49' De Silva 53' Razeek 58' | Verslag Verslag (AFC) | 70' Huang Wei-Chieh | Colombo Racecourse, Colombo Toeschouwers: 3.710 Scheidsrechter: Daniel Elder (AUS) |

|                                               |                                        |                       |              |                                                                                          |
| 10 juni 2025 «onderlinge duels» 20:00 (UTC+5) | Turkmenistan                           | 3 – 1                 | Thailand     | Asjchabadstadion, Asjchabad Toeschouwers: 15.545 Scheidsrechter: Ismaeel Habib Ali (BHR) |
| 10 juni 2025 «onderlinge duels» 20:00 (UTC+5) | Titow 1' Saparmämmedow 37' Saparow 66' | Verslag Verslag (AFC) | 35' Supachai | Asjchabadstadion, Asjchabad Toeschouwers: 15.545 Scheidsrechter: Ismaeel Habib Ali (BHR) |

|                                              |           |  |              |                             |
| 9 oktober 2025 «onderlinge duels» (UTC+5:30) | Sri Lanka |  | Turkmenistan | Colombo Racecourse, Colombo |
| 9 oktober 2025 «onderlinge duels» (UTC+5:30) |           |  |              | Colombo Racecourse, Colombo |

|                                           |          |  |                |                             |
| 9 oktober 2025 «onderlinge duels» (UTC+7) | Thailand |  | Chinees Taipei | Rajamangalastadion, Bangkok |
| 9 oktober 2025 «onderlinge duels» (UTC+7) |          |  |                | Rajamangalastadion, Bangkok |

|                                            |              |  |           |                             |
| 14 oktober 2025 «onderlinge duels» (UTC+5) | Turkmenistan |  | Sri Lanka | Asjchabadstadion, Asjchabad |
| 14 oktober 2025 «onderlinge duels» (UTC+5) |              |  |           | Asjchabadstadion, Asjchabad |

|                                            |                |  |          |                                  |
| 14 oktober 2025 «onderlinge duels» (UTC+8) | Chinees Taipei |  | Thailand | Taipei Municipal Stadium, Taipei |
| 14 oktober 2025 «onderlinge duels» (UTC+8) |                |  |          | Taipei Municipal Stadium, Taipei |

|                                                |           |  |          |                             |
| 18 november 2025 «onderlinge duels» (UTC+5:30) | Sri Lanka |  | Thailand | Colombo Racecourse, Colombo |
| 18 november 2025 «onderlinge duels» (UTC+5:30) |           |  |          | Colombo Racecourse, Colombo |

|                                             |              |  |                |                             |
| 18 november 2025 «onderlinge duels» (UTC+5) | Turkmenistan |  | Chinees Taipei | Asjchabadstadion, Asjchabad |
| 18 november 2025 «onderlinge duels» (UTC+5) |              |  |                | Asjchabadstadion, Asjchabad |

|                                          |          |  |              |                             |
| 31 maart 2026 «onderlinge duels» (UTC+7) | Thailand |  | Turkmenistan | Rajamangalastadion, Bangkok |
| 31 maart 2026 «onderlinge duels» (UTC+7) |          |  |              | Rajamangalastadion, Bangkok |

|                                          |                |  |           |                                  |
| 31 maart 2026 «onderlinge duels» (UTC+8) | Chinees Taipei |  | Sri Lanka | Taipei Municipal Stadium, Taipei |
| 31 maart 2026 «onderlinge duels» (UTC+8) |                |  |           | Taipei Municipal Stadium, Taipei |

#### Groep E
| Pos | Team        | Wed | W | G | V | Ptn | DV | DT | +/− | Kwalificatie |         | Vlag van Syrië | Vlag van Myanmar | Vlag van Afghanistan | Vlag van Pakistan |
| --- | ----------- | --- | - | - | - | --- | -- | -- | --- | ------------ | ------- | -------------- | ---------------- | -------------------- | ----------------- |
| 1   | Syrië       | 2   | 2 | 0 | 0 | 6   | 3  | 0  | +3  | Azië Cup     |         | —              | 9 okt.           | 31 maa ‘26           | 2–0               |
| 2   | Myanmar     | 2   | 2 | 0 | 0 | 6   | 3  | 1  | +2  |              |         | 14 okt.        | —                | 2–1                  | 1–0               |
| 3   | Afghanistan | 2   | 0 | 0 | 2 | 0   | 1  | 3  | −2  |              | 0–1     | 18 nov.        | —                | 14 okt.              |                   |
| 4   | Pakistan    | 2   | 0 | 0 | 2 | 0   | 0  | 3  | −3  |              | 18 nov. | 10 jun.        | 9 okt.           | —                    |                   |

|                                                   |                                     |                       |              |                                                                                    |
| 25 maart 2025 «onderlinge duels» 17:00 (UTC+6:30) | Myanmar                             | 2 – 1                 | Afghanistan  | Thuwunnastadion, Yangon Toeschouwers: 6.500 Scheidsrechter: Yahya Al-Balushi (OMA) |
| 25 maart 2025 «onderlinge duels» 17:00 (UTC+6:30) | Than Paing 28' Maung Maung Lwin 75' | Verslag Verslag (AFC) | 14' Popalzay | Thuwunnastadion, Yangon Toeschouwers: 6.500 Scheidsrechter: Yahya Al-Balushi (OMA) |

|                                                |                       |                       |          | |
| 25 maart 2025 «onderlinge duels» 21:00 (UTC+3) | Syrië                 | 2 – 0                 | Pakistan | Prins Abdullah bin Jalawistadion, Hofuf (Saoedi-Arabië) Toeschouwers: 1.217 Scheidsrechter: Sivakorn Pu-Udom (THA) |
| 25 maart 2025 «onderlinge duels» 21:00 (UTC+3) | Faqa 23' Al Somah 56' | Verslag Verslag (AFC) |          | Prins Abdullah bin Jalawistadion, Hofuf (Saoedi-Arabië) Toeschouwers: 1.217 Scheidsrechter: Sivakorn Pu-Udom (THA) |

|                                                  |                |         |          |                                                                              |
| 10 juni 2025 «onderlinge duels» 17:00 (UTC+6:30) | Myanmar        | 1 – 0   | Pakistan | Thuwunnastadion, Yangon Toeschouwers: 22.000 Scheidsrechter: Zhang Lei (CHN) |
| 10 juni 2025 «onderlinge duels» 17:00 (UTC+6:30) | Than Paing 41' | Verslag |          | Thuwunnastadion, Yangon Toeschouwers: 22.000 Scheidsrechter: Zhang Lei (CHN) |

|                                               |             |         |             | |
| 10 juni 2025 «onderlinge duels» 20:15 (UTC+3) | Afghanistan | 0 – 1   | Syrië       | Prins Abdullah bin Jalawistadion, Hofuf (Saoedi-Arabië) Toeschouwers: 532 Scheidsrechter: Yousif Saeed Hasan (IRQ) |
| 10 juni 2025 «onderlinge duels» 20:15 (UTC+3) |             | Verslag | 6' Al Somah | Prins Abdullah bin Jalawistadion, Hofuf (Saoedi-Arabië) Toeschouwers: 532 Scheidsrechter: Yousif Saeed Hasan (IRQ) |

|                                           |          |  |             |                                |
| 9 oktober 2025 «onderlinge duels» (UTC+5) | Pakistan |  | Afghanistan | Jinnah Sportstadion, Islamabad |
| 9 oktober 2025 «onderlinge duels» (UTC+5) |          |  |             | Jinnah Sportstadion, Islamabad |

|                                   |       |  |         |            |
| 9 oktober 2025 «onderlinge duels» | Syrië |  | Myanmar | [ noot 6 ] |
| 9 oktober 2025 «onderlinge duels» |       |  |         | [ noot 6 ] |

|                                    |             |  |          |            |
| 14 oktober 2025 «onderlinge duels» | Afghanistan |  | Pakistan | [ noot 7 ] |
| 14 oktober 2025 «onderlinge duels» |             |  |          | [ noot 7 ] |

|                                               |         |  |       |                         |
| 14 oktober 2025 «onderlinge duels» (UTC+6:30) | Myanmar |  | Syrië | Thuwunnastadion, Yangon |
| 14 oktober 2025 «onderlinge duels» (UTC+6:30) |         |  |       | Thuwunnastadion, Yangon |

|                                             |          |  |       |                                |
| 18 november 2025 «onderlinge duels» (UTC+5) | Pakistan |  | Syrië | Jinnah Sportstadion, Islamabad |
| 18 november 2025 «onderlinge duels» (UTC+5) |          |  |       | Jinnah Sportstadion, Islamabad |

|                                     |             |  |         |            |
| 18 november 2025 «onderlinge duels» | Afghanistan |  | Myanmar | [ noot 7 ] |
| 18 november 2025 «onderlinge duels» |             |  |         | [ noot 7 ] |

|                                  |       |  |             |            |
| 31 maart 2026 «onderlinge duels» | Syrië |  | Afghanistan | [ noot 6 ] |
| 31 maart 2026 «onderlinge duels» |       |  |             | [ noot 6 ] |

|                                             |         |  |          |                         |
| 31 maart 2026 «onderlinge duels» (UTC+6:30) | Myanmar |  | Pakistan | Thuwunnastadion, Yangon |
| 31 maart 2026 «onderlinge duels» (UTC+6:30) |         |  |          | Thuwunnastadion, Yangon |

#### Groep F
| Pos | Team     | Wed | W | G | V | Ptn | DV | DT | +/− | Kwalificatie |        | Vlag van Maleisië | Vlag van Vietnam | Vlag van Laos | Vlag van Nepal |
| --- | -------- | --- | - | - | - | --- | -- | -- | --- | ------------ | ------ | ----------------- | ---------------- | ------------- | -------------- |
| 1   | Maleisië | 2   | 2 | 0 | 0 | 6   | 6  | 0  | +6  | Azië Cup     |        | —                 | 4–0              | 14 okt.       | 2–0            |
| 2   | Vietnam  | 2   | 1 | 0 | 1 | 3   | 5  | 4  | +1  |              |        | 31 maa ‘26        | —                | 5–0           | 9 okt.         |
| 3   | Laos     | 2   | 1 | 0 | 1 | 3   | 2  | 6  | −4  |              | 9 okt. | 18 nov.           | —                | 2–1           |                |
| 4   | Nepal    | 2   | 0 | 0 | 2 | 0   | 1  | 4  | −3  |              | 25 Mar | 14 okt.           | 31 maa ‘26       | —             |                |

|                                                |                                                                                     |                       |      |                                                                                      |
| 25 maart 2025 «onderlinge duels» 19:30 (UTC+7) | Vietnam                                                                             | 5 – 0                 | Laos | Gò Đậustadion, Thủ Dầu Một Toeschouwers: 11.068 Scheidsrechter: Yahya Al-Mulla (UAE) |
| 25 maart 2025 «onderlinge duels» 19:30 (UTC+7) | Châu Ngọc Quang 11' Nguyễn Văn Vĩ 44', 50' Nguyễn Hai Long 63' Nguyễn Quang Hải 84' | Verslag Verslag (AFC) |      | Gò Đậustadion, Thủ Dầu Một Toeschouwers: 11.068 Scheidsrechter: Yahya Al-Mulla (UAE) |

|                                                |                          |                       |       |                                                                                                  |
| 25 maart 2025 «onderlinge duels» 22:00 (UTC+8) | Maleisië                 | 2 – 0                 | Nepal | Sultan Ibrahimstadion, Iskandar Puteri Toeschouwers: 7.895 Scheidsrechter: Hiroki Kasahara (JPN) |
| 25 maart 2025 «onderlinge duels» 22:00 (UTC+8) | Hevel 29' Corbin-Ong 71' | Verslag Verslag (AFC) |       | Sultan Ibrahimstadion, Iskandar Puteri Toeschouwers: 7.895 Scheidsrechter: Hiroki Kasahara (JPN) |

|                                               |                      |         |                  |                                                                                                |
| 10 juni 2025 «onderlinge duels» 19:00 (UTC+7) | Laos                 | 2 – 1   | Nepal            | Nieuw Nationaal Stadion Laos, Vientiane Toeschouwers: 5.123 Scheidsrechter: Nivon Robesh (SRI) |
| 10 juni 2025 «onderlinge duels» 19:00 (UTC+7) | Damoth 13' Peter 49' | Verslag | 73' (pen.) Dangi | Nieuw Nationaal Stadion Laos, Vientiane Toeschouwers: 5.123 Scheidsrechter: Nivon Robesh (SRI) |

|                                               |                                                     |                       |         | |
| 10 juni 2025 «onderlinge duels» 21:00 (UTC+8) | Maleisië                                            | 4 – 0                 | Vietnam | Bukit Jalil Nationaal Stadion, Kuala Lumpur Toeschouwers: 61.512 Scheidsrechter: Hussein Abo Yehia (LIB) |
| 10 juni 2025 «onderlinge duels» 21:00 (UTC+8) | Figueiredo 49' Holgado 58' Corbin-Ong 67' Cools 88' | Verslag Verslag (AFC) |         | Bukit Jalil Nationaal Stadion, Kuala Lumpur Toeschouwers: 61.512 Scheidsrechter: Hussein Abo Yehia (LIB) |

|                                           |      |  |          |                                         |
| 9 oktober 2025 «onderlinge duels» (UTC+7) | Laos |  | Maleisië | Nieuw Nationaal Stadion Laos, Vientiane |
| 9 oktober 2025 «onderlinge duels» (UTC+7) |      |  |          | Nieuw Nationaal Stadion Laos, Vientiane |

|                                           |         |  |       |                            |
| 9 oktober 2025 «onderlinge duels» (UTC+7) | Vietnam |  | Nepal | Gò Đậustadion, Thủ Dầu Một |
| 9 oktober 2025 «onderlinge duels» (UTC+7) |         |  |       | Gò Đậustadion, Thủ Dầu Một |

|                                            |          |  |      |  |
| 14 oktober 2025 «onderlinge duels» (UTC+8) | Maleisië |  | Laos |  |
| 14 oktober 2025 «onderlinge duels» (UTC+8) |          |  |      |  |

|                                               |       |  |         |                                      |
| 14 oktober 2025 «onderlinge duels» (UTC+5:45) | Nepal |  | Vietnam | Dasarath Rangasalastadion, Kathmandu |
| 14 oktober 2025 «onderlinge duels» (UTC+5:45) |       |  |         | Dasarath Rangasalastadion, Kathmandu |

|                                             |      |  |         |                                         |
| 18 november 2025 «onderlinge duels» (UTC+7) | Laos |  | Vietnam | Nieuw Nationaal Stadion Laos, Vientiane |
| 18 november 2025 «onderlinge duels» (UTC+7) |      |  |         | Nieuw Nationaal Stadion Laos, Vientiane |

|                                                |       |  |          |                                      |
| 18 november 2025 «onderlinge duels» (UTC+5:45) | Nepal |  | Maleisië | Dasarath Rangasalastadion, Kathmandu |
| 18 november 2025 «onderlinge duels» (UTC+5:45) |       |  |          | Dasarath Rangasalastadion, Kathmandu |

|                                          |         |  |          |  |
| 31 maart 2026 «onderlinge duels» (UTC+7) | Vietnam |  | Maleisië |  |
| 31 maart 2026 «onderlinge duels» (UTC+7) |         |  |          |  |

|                                             |       |  |      |                                      |
| 31 maart 2026 «onderlinge duels» (UTC+5:45) | Nepal |  | Laos | Dasarath Rangasalastadion, Kathmandu |
| 31 maart 2026 «onderlinge duels» (UTC+5:45) |       |  |      | Dasarath Rangasalastadion, Kathmandu |